# 유니티 (음악 그룹)
유니티(영어: UNI.T)는 대한민국의 9인조 걸 그룹이다. 2017년 10월 28일부터 2018년 2월 10일까지 KBS 2TV에서 방송되었던 《아이돌 리부팅 프로젝트 더 유닛》에서 여자부 최종 순위 1위부터 9위를 기록한 의진, 예빈, NC.A, 윤조, 이현주, 양지원, 우희, 진예, 이수지로 구성되어 있다. 2018년 2월 24일에 방송된 《더 유닛 스페셜 쇼》에서 공식 명칭이 UNI.T(유니티)로 결정되었다. 통일성, 화합을 뜻하는 unity는 한팀으로서 최고의 조화를 보여준다는 뜻을 담고 있다.

2018년 2월 22일 <더 유닛 스페셜 쇼>를 촬영하여 이틀 후인 2월 24일 방영되었으며, 팀명이 정해지고 리더가 선출되었다. 2018년 3월 3일 오후 4시에 유앤비에 앞서 블루스퀘어 아이마켓홀에서 팬미팅이 열렸고, 5월 18일 첫 데뷔곡을 발표하였으며, 9월 18일 미니 2집 《끝을 아는 시작》으로 마지막 앨범을 발표한다. 오는 11월 계약 종료 된다. 그리고 이번 활동에서는 멤버 진예는 라붐 활동으로 인해 불참을 밝히면서 8인체제로 활동하게 되었다.
2018년 10월 12일 《뮤직뱅크》을 통해서 마지막 무대를 함으로써 해체하였다.

## 개요
KBS 2TV에서 방송되었던 아이돌 리부팅 프로젝트 더 유닛 FINAL 방송에서 결성된 프로젝트 걸 그룹이다. 그룹명 사용 전 가칭은 유닛지(Unit G).
2018년 5월 18일에 정식 데뷔하며, 총 13개월 간의 활동이 예정되어 있다. 앞선 7개월은 프로젝트 그룹 활동에 전념해야 하고, 이후 6개월은 기존 소속 그룹 활동과 병행을 할 수 있는데, 2018년 하반기는 35일, 2019년 상반기는 45일을 사전 협의가 이루어진 기간에 모여 활동한다. 하지만 지엔과 예빈은 현재 원 소속인 라붐과 다이아 활동을 하고 있다.
2018년 7월 15일 일본 TBS 아카사카브릿지에서 팬미팅을 개최했다.
2018년 9월 18일 미니 2집 《끝을 아는 시작》으로 컴백했다. 마지막 앨범을 발표했다. 오는 11월 계약 종료됐다. 그리고 이번 활동에서는 멤버 지엔이 라붐 활동으로 인해 불참을 밝히면서 8인체제로 활동하게 되었다.
2018년 10월 12일, 데뷔 다섯 달만에 해체하였다.

## 이전 구성원
| 이름   | 소개 |
| ------ | --- |
| 우희   | - 본명: 배우희 - 생년월일: 1991년 11월 21일(33세) - 출생지: 대한민국 부산광역시 - 포지션: 리더, 메인래퍼, 리드보컬, 메인댄서 - 소속사: 플라이업 엔터테인먼트                     |
| 양지원 | - 이름: 양지원 - 생년월일: 1988년 4월 5일(37세) - 출생지: 대한민국 서울특별시 - 포지션: 리드보컬 - 소속사: 무소속                                                                |
| 윤조   | - 본명: 신윤조 - 생년월일: 1992년 12월 14일(32세) - 출생지: 대한민국 서울특별시 - 포지션: 서브보컬 - 소속사: 무소속                                                              |
| 진예   | - 본명: 배진예 - 생년월일: 1994년 6월 9일(30세) - 출생지: 대한민국 경기도 부천시 고강동 - 포지션: 서브보컬, 리드댄서 - 소속 그룹: 라붐 - 소속사: 글로버에이치미디어              |
| NC.A   | - 본명: 임소은 - 생년월일: 1996년 10월 7일(28세) - 출생지: 대한민국 경기도 오산시 - 포지션: 메인보컬 - 소속사: 제이플래닛엔터테인먼트                                            |
| 홍의진 | - 본명: 홍의진 - 생년월일: 1996년 10월 8일(28세) - 출생지: 대한민국 광주광역시 남구 - 포지션: 센터, 리드보컬, 메인댄서 - 소속 그룹: 소나무 - 소속사: TS 엔터테인먼트             |
| 예빈   | - 본명: 백예빈 - 생년월일: 1997년 7월 13일(27세) - 출생지: 대한민국 강원도 춘천시 - 포지션: 메인보컬 - 소속 그룹: 다이아 - 소속사: MBK 엔터테인먼트                              |
| 이현주 | - 이름: 이현주 - 생년월일: 1998년 2월 5일 (24세) - 출생지: 대한민국 서울특별시 - 포지션: 서브보컬 - 소속사: DSP 미디어                                                           |
| 이수지 | - 이름: 이수지 - 생년월일: 1998년 3월 20일(27세) - 출생지: 대한민국 부산광역시 - 포지션: 리드래퍼, 서브보컬, 리드댄서 - 소속 그룹: 리얼걸프로젝트 - 소속사: 몰래, 애플오브디아이 |

## 음반 목록

### 미니 음반
| 제목           | 음반 정보 | 순위     | 순위     | 판매량              |
| 제목           | 음반 정보 | KOR 주간 | KOR 월간 | 판매량              |
| -------------- | --- | -------- | -------- | ------------------- |
| line           | - 발매일: 2018년 5월 18일 - 레이블: 카카오M - 포맷: CD, 디지털 다운로드 트랙 리스트 1. 넘어 (No More) 2. 추억시계 3. 별아 4. You&I (내가 하고 싶은 말은) 5. TING 6. 넘어 (No More) (Inst.) 7. 추억시계 (Inst.) | 3        | 21       | - 대한민국: 13,783+ |
| 끝을 아는 시작 | - 발매일: 2018년 9월 18일 - 레이블: 카카오M - 포맷: CD, 디지털 다운로드 트랙 리스트 1. 난말야 2. 끝을 아는 시작 3. Candy 4. Shine 5. 난말야 (Inst.)                                                            | -        | -        | - 대한민국: -       |

## 음반 외 활동

### 예능
| 연도 | 방송사     | 제목                          | 출연                         | 기간     | 역할     | 참고                             |
| ---- | ---------- | ----------------------------- | ---------------------------- | -------- | -------- | -------------------------------- |
| 2018 | KBS2       | 더 유닛 스페셜 방송           | 유니티                       | 2월 24일 |          |                                  |
| 2018 | KBS2       | 연예가중계                    | 유니티                       | 3월 9일  |          | 유앤비(UNB)&유니티(UNI.T) 팬미팅 |
| 2018 | KBS2       | 불후의 명곡 - 전설을 노래하다 | 유니티                       | 3월 31일 | 출연자   | 작곡가 길옥윤 편 1부             |
| 2018 | MBC        | 미스터리 음악쇼 복면가왕      | 양지원                       | 4월 1일  | 참가자   |                                  |
| 2018 | KBS2       | 불후의 명곡 - 전설을 노래하다 | 유니티                       | 4월 7일  | 출연자   | 작곡가 길옥윤 편 2부             |
| 2018 | KBS1       | 열린음악회                    | 유니티                       | 4월 22일 |          |                                  |
| 2018 | KBS 월드   | K RUSH                        | 의진, 앤씨아, 이수지, 이현주 | 4월 27일 | 게스트   | 시흥시 편                        |
| 2018 | KBS 월드   | K RUSH                        | 의진, 앤씨아, 이수지, 이현주 | 5월 4일  | 게스트   | 안산시 편                        |
| 2018 | KBS 월드   | K RUSH                        | 의진, 우희, 예빈, 지엔       | 5월 11일 | 게스트   | 의왕시 편                        |
| 2018 | KBS 월드   | K RUSH                        | 의진, 우희, 예빈, 지엔       | 5월 18일 | 게스트   | 수원시 편                        |
| 2018 | KBS2       | 불후의 명곡 - 전설을 노래하다 | 유니티                       | 5월 19일 | 출연자   |                                  |
| 2018 | KBS2       | 유희열의 스케치북             | 유니티                       | 5월 19일 | 게스트   |                                  |
| 2018 | KBS2       | 개그콘서트                    | 유니티                       | 5월 20일 | 특별출연 |                                  |
| 2018 | MBC EVERY1 | 주간 아이돌                   | 유니티                       | 6월 20일 | 출연자   |                                  |
| 2018 | JTBC       | 아이돌룸                      | 유니티                       | 6월 30일 | 출연자   |                                  |
| 2018 | MBC EVERY1 | 주간 아이돌                   | 유니티                       | 9월 26일 | 출연자   |                                  |